# Celestus darlingtoni
Espèce
Statut de conservation UICN

 EN B1ab(iii) : En danger
Celestus darlingtoni est une espèce de sauriens de la famille des Diploglossidae.

## Répartition
Cette espèce est endémique de République dominicaine.

## Étymologie
Cette espèce est nommée en l'honneur de Philip Jackson Darlington Jr. (1904–1983).

## Publication originale
- Cochran, 1939 : Diagnoses of three new lizards and a frog from the Dominican Republic. Proceedings of the New England Zoological Club, vol. 18, p. 1-3.